# Turopolje (wieś)
Turopolje – wieś w Chorwacji, w żupanii zagrzebskiej, w mieście Velika Gorica. W 2011 roku liczyła 953 mieszkańców.